# Seman Xiang
Seman Xiang (kinesiska: 色满乡, 色满) är en socken i Kina. Den ligger i den autonoma regionen Xinjiang, i den nordvästra delen av landet, omkring 1 100 kilometer sydväst om regionhuvudstaden Ürümqi. Antalet invånare är 18 851. Befolkningen består av 9 135 kvinnor och 9 716 män. Barn under 15 år utgör 26,0 %, vuxna 15-64 år 69 %, och äldre över 65 år 4,0 %.
Genomsnittlig årsnederbörd är 200 millimeter. Den regnigaste månaden är maj, med i genomsnitt 41 mm nederbörd, och den torraste är oktober, med 5 mm nederbörd.